# Atriplex coronata
Atriplex coronata är en amarantväxtart som beskrevs av Sereno Watson. Atriplex coronata ingår i släktet fetmållor, och familjen amarantväxter. Inga underarter finns listade i Catalogue of Life.